# Gmina Kujalleq
Kujalleq – jedna z pięciu gmin Grenlandii utworzona 1 stycznia 2009 roku z gmin: Nanortalik, Narsaq i Qaqortoq. Gmina położona jest w południowej części wyspy. Jest najmniejszą tego typu jednostką administracyjną na wyspie.
Populacja w styczniu 2010 roku wyniosła 7589 osób.

## Miasta i osady
- Aappilattoq
- Alluitsup Paa
- Ammassivik
- Eqalugaarsuit
- Igaliku
- Nanortalik
- Narsaq
- Narsarmijit
- Narsarsuaq
- Qaqortoq
- Qassiarsuk
- Qassimiut
- Saarloq
- Tasiusaq